# Antipater II van Macedonië
Antipater II van Macedonië (Oudgrieks: Ἀντίπατρος / Antípatros) († 287 v.Chr.) was de kleinzoon van de diadoch Antipater en de zoon van Cassander.
Hij werd in 296 v.Chr. koning van Macedonië. Hij doodde zijn moeder Thessalonica, omdat hij meende dat zij zijn broer Alexander begunstigde. Deze verjoeg hem daarop met de hulp van Demetrius Poliorcetes. Hij vluchtte naar zijn schoonvader Lysimachus, die hem in 287 v.Chr. liet ter dood brengen.

## Referentie
- art. Antipater (2), in J.G. Schlimmer - Z.C. De Boer, Woordenboek der Grieksche en Romeinsche Oudheid, Haarlem, 19203, p. 62.